# Vuelta a León 2012
La Vuelta a León 2012 fue la 23.ª edición de esta carrera ciclista que transcurre por la provincia de León. Se disputó entre el 7 y el 11 de agosto de 2012, sobre un total de 785,2 km, repartidos en cinco etapas.
La prueba perteneció al UCI Europe Tour 2011-2012 de los Circuitos Continentales UCI, dentro de la categoría 2.2 (última categoría del profesionalismo) siendo la única carrera española profesional con esa catalogación en ese año. A destacar que fue de las pocas carreras españolas por etapas pertenecientes a dicho circuito, junto a la Vuelta a Andalucía 2012 y la Vuelta a Burgos 2012, que mantuvo sus 5 días de competición tras reducirse el número de etapas e incluso desaparecer muchas de ellas en los últimos años.
Participaron 20 equipos. 1 equipo español de categoría Continental (Burgos BH-Castilla y León); y 11 de categoría amateur (Supermercados Froiz, Gsport-Valencia Terra i Mar, Azysa-Telco'm-Conor, Construcciones Paulino, Diputación de León-Arte Transfer, Gomur-Cantabria Sprint P.C., CajaMar-Cosentino, Mopesa, Mutua Levante-Cafemax, C.C Spol Concello de Porriño y Frío Julymar). En cuanto a representación extranjera, estuvieron 8 equipos: los Continentales del Team Bonitas, Endura Racing, Gios Deyser-Leon Kastro, Lokosphinx, Team Oster Hus-Ridley, Rabobank Continental y Rapha-Condor; y el amateur del Lotto Belisol Team amateur. Formando así un pelotón de 140 ciclistas, con 7 corredores cada equipo, de los que acabaron 124.
El ganador final fue José Belda (quien además se hizo con una etapa). Le acompañaron en el podio Ángel Vallejo y Sergei Belykh (vencedor de la clasificación de los sub-23), respectivamente.
En las otras clasificaciones secundarias se impusieron Carlos Verona (montaña), Richard Handley (puntos), Melvin Boskamp (metas volantes), Gios Deyser-Leon Kastro (equipos) y Andrés Cárdenas (leonés).

## Etapas
| Etapa | Fecha        | Recorrido                 | km    | Ganador          | Líder            |
| ----- | ------------ | ------------------------- | ----- | ---------------- | ---------------- |
| 1.ª   | 7 de agosto  | Río Pinos-Sahagún         | 169   | Danny van Poppel | Danny van Poppel |
| 2.ª   | 8 de agosto  | Camponaraya-Labaña        | 155   | José Belda       | José Belda       |
| 3.ª   | 9 de agosto  | Val de San Lorenzo-Riello | 173,5 | Rene Mandri      | José Belda       |
| 4.ª   | 10 de agosto | Sabero-Villamanín         | 173,5 | Moisés Dueñas    | José Belda       |
| 5.ª   | 11 de agosto | Laguna de Negrillos-León  | 118   | Richard Handley  | José Belda       |

## Clasificaciones finales

### Clasificación general
| Posición | Ciclista               | Equipo                      | Tiempo           |
| -------- | ---------------------- | --------------------------- | ---------------- |
|          | José Belda             | Gsport-Valencia Terra i Mar | 19 h 21 min 13 s |
| 2        | Ángel Vallejo          | Supermercados Froiz         | a 1 min 14 s     |
| 3        | Sergei Belykh          | Lokosphinx                  | a 1 min 18 s     |
| 4        | Moisés Dueñas          | Burgos BH-Castilla y León   | a 2 min 14 s     |
| 5        | Jimmy Janssens         | Lotto Belisol amateur       | a 2 min 32 s     |
| 6        | Jonathan Tiernan-Locke | Endura Racing               | a 2 min 43 s     |
| 7        | Oleg Chuzhda           | Mutua Levante-Cafemax       | a 2 min 46 s     |
| 8        | Jaume Rovira           | Gios Deyser-Leon Kastro     | a 3 min 16 s     |
| 9        | Arkaitz Durán          | Azysa-Telco'm-Conor         | a 3 min 18 s     |
| 10       | Raúl García de Mateos  | Supermercados Froiz         | a 4 min 02 s     |

### Clasificación de la montaña
| Posición | Ciclista                 | Equipo                      | Puntos |
| -------- | ------------------------ | --------------------------- | ------ |
|          | Carlos Verona            | Burgos BH-Castilla y León   | 40     |
| 2        | José Belda               | Gsport-Valencia Terra i Mar | 27     |
| 3        | René Mandri              | Endura Racing               | 20     |
| 4        | Vicente García de Mateos | Gsport-Valencia Terra i Mar | 19     |
| 5        | Pascual Orengo           | Burgos BH-Castilla y León   | 11     |

### Clasificación de los puntos
| Posición | Ciclista        | Equipo                      | Puntos |
| -------- | --------------- | --------------------------- | ------ |
|          | Richard Handley | Rapha-Condor                | 36     |
| 2        | Ángel Vallejo   | Supermercados Froiz         | 36     |
| 3        | José Belda      | Gsport-Valencia Terra i Mar | 35     |
| 4        | Moisés Dueñas   | Burgos BH-Castilla y León   | 34     |
| 5        | Sergei Belykh   | Lokosphinx                  | 34     |

### Clasificación de las metas volantes
| Posición | Ciclista         | Equipo               | Puntos |
| -------- | ---------------- | -------------------- | ------ |
|          | Melvin Boskamp   | Rabobank Continental | 9      |
| 2        | Dylan Van Baarle | Rabobank Continental | 6      |
| 3        | Jenning Huizenga | Rabobank Continental | 4      |
| 4        | Iker Camaño      | Endura Racing        | 3      |
| 5        | Johann Rabie     | Bonitas              | 3      |

### Clasificación de los sub-23
| Posición | Ciclista        | Equipo                    | Tiempo           |
| -------- | --------------- | ------------------------- | ---------------- |
|          | Sergei Belykh   | Lokosphinx                | 19 h 22 min 31 s |
| 2        | Fredik Galka    | Oster Hus-Ridley          | a 3 min 01 s     |
| 3        | Louis Meintjes  | Lotto Belisol amateur     | a 15 min 50 s    |
| 4        | Carlos Verona   | Burgos BH-Castilla y León | a 15 min 50 s    |
| 5        | Richard Handley | Rapha-Condor              | a 15 min 57 s    |

### Clasificación por equipos
| Posición | Equipo                  | Tiempo           |
| -------- | ----------------------- | ---------------- |
|          | Gios Deyser-Leon Kastro | 58 h 23 min 15 s |
| 2        | Supermercados Froiz     | a 4 min 01 s     |
| 3        | Endura Racing           | a 10 min 10 s    |
| 4        | Lotto Belisol amateur   | a 14 min 05 s    |
| 5        | Lokosphinx              | a 20 min 36 s    |

### Clasificación leonés
| Posición | Ciclista          | Equipo                           | Tiempo           |
| -------- | ----------------- | -------------------------------- | ---------------- |
|          | Andrés Cárdenas   | Diputación de León-Arte Transfer | 20 h 06 min 53 s |
| 2        | Jonathan González | Gios Deyser-Leon Kastro          | a 42 min 29 s    |